# 야마자키 데쓰야
야마자키 데쓰야(일본어: 山崎 哲也, 1978년 7월 25일 ~ )는 일본의 전 축구 선수이다.

## 구단 경력
과거 몬테디오 야마가타, 오이타 트리니타, 세레소 오사카에서 활동하였다.